# Hödeken
Der Hödeken (auch Heideken, Hödekin, Hüdekin, Hütchen, möglicherweise nach dem Hütchen, das er stets tragen soll) ist eine Sagengestalt aus dem Leinebergland.

## Geschichte
Der Hödeken ist der Burggeist der Winzenburg. Er wird als eine zwergenartige Gestalt beschrieben (Kobold), die auch als Bote zwischen Hildesheim und Winzenburg Nachrichten übermittelte. Der Weg zwischen Winzenburg und Hildesheimer Domhof, den Hödeken nach dem Tod des letzten Grafen von Winzenburg entlanggeeilt sein soll, um die Todesnachricht zu überbringen, wird „Rennstieg“ genannt. Er ist als Wanderweg durchgehend markiert, im Sackwald teilweise mit der stilisierten Figur des Hödeken. Der Hödeken ist auch im Wappen der Gemeinde Woltershausen abgebildet, die nahe am „Rennstieg“ liegt.
Die Brüder Grimm überliefern einen Erzählstrang der Sage in ihrer Sagensammlung von 1816 so: Der Hödeken war ein Geist, der sich am Hof des Bischofs von Hildesheim aufhielt. Er hinderte die Nachtwachen am Einschlafen, gab dem Bischof militärische Ratschläge und warnte ihn vor kommenden Gefahren. Gelegentlich half er auch anderen Hildesheimern. Einmal bat jemand den Hödeken, seine Frau während seiner Abwesenheit zu beschützen. Die Frau wurde von mehreren Liebhabern besucht. Der Hödeken sprang zwischen ihnen herum, beschwor schreckliche Gestalten oder warf sie zu Boden, bevor die Frau untreu werden konnte. Als der Mann zurückkehrte, beschwerte sich der Hödeken: er werde lieber alle Schweine von Sachsen hüten als nochmals eine solche Frau. Der Hödekin ließ nicht mit sich spaßen: einen Küchenjungen, der ihn gereizt hatte, erwürgte er, schnitt ihn in Stücke, und kochte das Fleisch über dem Feuer.
Zu seinem Namen schrieben sie: „[…] auf dem Haupt trug er einen kleinen Filzhut, wovon man ihm den Namen Hütchen auf Niedersächsisch Hödeken gegeben hatte.“

## Hödeken in der Literatur
Goethes Schwager Christian August Vulpius lässt in seinem Roman Der Zwerg (1803) ein „Hüttchen“ auftreten, einen nur zum Schein hilfsbereiten Zwerg, der sich am Ende als Teufel zu erkennen gibt.
In Heinrich Heines Zur Geschichte der Religion und Philosophie in Deutschland wird Hödeken unter dem Namen „Hüdeken“ erwähnt und unter die Kobolde gerechnet. Heine nennt die Hüdekensagen verglichen mit anderen deutschen Koboldsagen „besonders amüsant“.
In der Oper An allem ist Hütchen schuld! von Siegfried Wagner ist der Titelheld „Hütchen“ ein Kobold, der seinen Schabernack mit einem Liebespaar treibt. Die Oper wurde am 6. Dezember 1917 uraufgeführt und enthält Anspielungen und Figuren aus rund 40 Märchen, vorwiegend der Brüder Grimm.
Die Schriftstellerin Petra Hartmann veröffentlichte 2015 das Buch Hut ab, Hödeken!, in dem sie alte Hödeken-Sagen neu erzählt und zu umfangreichen Geschichten ausschmückt. Darin äußert sie auch Verständnis für die etwas brutaleren Handlungen Hödekens wie der Ohrfeige für einen Bauern, der Hödeken angriff, oder seine Rache an dem Küchenjungen.
Der Harvarder Literaturwissenschaftler George Lyman Kittredge vermutete im 19. Jahrhundert eine Verbindung zwischen der Gestalt des Hödekin und jener des Bruder Rausch, einem bösartigen Dämon in Mönchsgestalt aus der dänischen und germanischen Sagenwelt; eine Ähnlichkeit, die Kittredge zufolge schon 1584 in Reginald Scots Discoverie of Witchcraft erwähnt wurde.
Der Literaturhistoriker Sir Sidney Lee (1859–1926) vermutete in seinem Eintrag zu Robin Hood im Dictionary of National Biography (1885), dass der Name Robin Hood ursprünglich zu einem Waldelf gehörte und wies auf die etymologische Ähnlichkeit von Hood (Kappe) mit Hodekin/Hütchen hin. Diese mögliche Wortverwandtschaft hatte Jacob Grimm bereits 1844 in seinem Werk Deutsche Mythologie veröffentlicht, wo er schreibt: „Nicht anders nehme ich Robin und Nissen in der gewöhnlichen benennung des englischen und dänischen kobolds Robin good fellow und Nissen god dreng. […] in England scheint Robin good fellow sich mit dem Wildschützen Robin Hood zu mengen, da Hood an Hödeken (S. 432) gemahnt.“ Solche mützentragende Sagenwesen gebe es auch in Norwegen (Nis) und Spanien (Duende). Die Geschichten von Robin Hood tragen allerdings keinerlei magische Züge.